# Salmo 135
Il salmo 135 (134 secondo la numerazione greca) costituisce il centotrentacinquesimo capitolo del Libro dei salmi.